# 甄子菁
甄子菁（Chris Yen，1974年8月4日—），香港女演員，是國際武打影星甄子丹的胞妹。曾在1985年第一屆國際武術邀請賽女子全能獲得第三名，女子長拳銅牌。畢業於美國波士頓大學心理學和經濟統計學專業。

## 电影
- (2009) Give 'em Hell, Malone
- (2008) A Good Day to Be Black & Sexy
- (2007)  Adventure of Johnnytao
- (2004) 見習黑玫瑰 Protege de la Rose Noire
- (1986) 僵屍怕怕 The Close Encounter of Vampire

## 電視劇
Rockville, CA (2009)

## 得獎經歷
- 1984年 第一屆國際太極拳邀請賽銀牌。
- 1985年 第一屆國際武術邀請賽女子全能第三名，女子長拳銅牌，西安，8月22日-28日。

## 廣告
- McDonalds (2007) - Commercial, USA
- Volvo Print Campaign (2007) - Still Photography, USA
- Hellman's Best Foods (2007) - Commercial, USA
- Coca-Cola (2004) - Commercial
- State Farm Insurance (2004) - Commercial

## 幕後
- 《雙刀》電影版MV 葉惠美專輯(2003)-- 周杰倫 動作指導助理/統籌

## 腳注
1. ↑  .   [2013-10-25]. （原始内容存档于2018-08-16）.
2. ↑  .  IMDb.   [2013-10-25]. （原始内容存档于2017-02-19）.

## 外部連結
- 甄子菁的Facebook專頁（英文）
- 甄子菁的Instagram帳戶（英文）
- 官方網站 （页面存档备份，存于）（英文）
- 子菁別苑 （页面存档备份，存于）（繁體中文）
- 甄子菁在互联网电影资料库（IMDb）上的資料（英文）
- 甄子菁在香港影庫上的簡介
- 甄子菁在时光网上的簡介（简体中文）
- 甄子菁在豆瓣上的资料（简体中文）